# أسبوع الموضة الباكستاني
أسبوع الموضة في باكستان ( PFW ) هو حدث أزياء يقام سنويًا في كراتشي، باكستان . يتم تنظيم الحدث من قبل مجلس الأزياء الباكستانية (FPC) هي منظمة مقرها في كراتشي. أطلق الأسبوع لأول مرة في عام 2009 في فنادق ماريوت، كراتشي.

## 2012
عقدت النسخة الرابعة من الأسبوع في سبتمبر 2012 في كراتشي. أقيم الحدث لمدة ثلاثة أيام مع تم خلالة عروض رائعة لمصممي الأزياء من جميع أنحاء باكستان. 

## 2013
كان من المقرر عقد النسخة 5 في 20-22 مارس 2013، وهو حدث لمدة ثلاثة أيام سيقدم ثلاثين مصممًا من جميع أنحاء باكستان. ولكن بسبب مأساة مدينة عباس، تم تأجيل الرئيس التنفيذي لشركة FPC والمصمم ماهين خان إلى أبريل 2013.
أقيم الحدث الذي استمر لمدة 3 أيام في 9 أبريل 2013. ففي عام 2017 عرض أسبوع الموضة في باكستان في متاجر خاس وعمران راجبوت وباني دي وماهين خان في اليوم الأول. 
عقد أسبوع الموضة في باكستان في خريف / شتاء 2014 في الفترة من 25 إلى 27 نوفمبر في كراتشي. محسن علي، نعمان أرفينشو، آثر علي حفيظ عن سناء صافيناز، اشتياق أفضل خان "أورورا"، نيدا أزوير، شهلا شاتور، ديباك وفهد، عائشة فاروق هشواني، ماهين كريم، ماهين خان، ليفيز، صدف مالاتير، وفراز منان الذيي ظهروا في الحدث. 